# جاكي ماكمولان
جاكي ماكمولان هو سياسي بريطاني، ولد في 1955 في بلفاست في المملكة المتحدة.